# 高丽朴
高丽朴（1954年—），河北安国人，汉族，中华人民共和国农业专家，第十一届全国人民代表大会北京地区代表。
毕业于北京农业大学，担任北京市农林科学院蔬菜研究中心研究员。2008年，当选为全国人大代表。2013年再次当选。